# 乙基硫酸镥
乙基硫酸镥是一种无机化合物，化学式为Lu(C2H5SO4)3，它可由硫酸二乙酯和氯化镥反应制得。它的九水合物可以以P63/m空间群结晶，晶胞参数a=13.870(4) Å，b=7.099(1) Å，V=1167.2(5) Å3。